# Елмонт (Њујорк)
Елмонт (енгл. Elmont) насељено је место без административног статуса у америчкој савезној држави Њујорк.

## Демографија
По попису из 2010. године број становника је 33.198, што је 541 (1,7%) становника више него 2000. године.
| Група             | 2000.          | 2010.          |
| Белци             | 12.631 (38,7%) | 6.494 (19,6%)  |
| Афроамериканци    | 11.329 (34,7%) | 15.109 (45,5%) |
| Азијати           | 2.968 (9,1%)   | 3.635 (10,9%)  |
| Хиспаноамериканци | 4.672 (14,3%)  | 7.236 (21,8%)  |
| Укупно            | 32.657         | 33.198         |